# Limbo Starr
Limbo Starr es una compañía discográfica independiente afincada en Madrid y fundada en 1997 por Fernando Alfaro y David López.

## Historia
Su primera publicación fue 78 (1997), el álbum de debut de Chucho, una de las bandas de Alfaro. En un primer momento Limbo Starr se creó como un subsello de Virgin Records, pero en el año 2000, tras la salida de Alfaro para centrarse en su carrera como músico, Limbo Starr se convirtió en un sello independiente dirigido por David López y Carmen S.Ulla, su pareja.  
Un año después, en 2001, publicaron Actos inexplicables, el disco debut en solitario de Nacho Vegas. Por el sello han pasado, entre otros, artistas como Tachenko, Cuchillo, Camellos, Reina republicana, Ornamento y Delito, Litoral y Maga.
En 2010, impulsado por el colectivo audiovisual barcelonés Let'sgoproject, se estrenó el documental “Limbo Starr. Diez, cuenta atrás”, que repasa la historia de los diez primeros años de la discográfica. En el documental pueden verse imágenes inéditas de grabaciones de discos, y conciertos, entrevistas con algunos de los artistas que han pasado por la discográfica, así como con productores como Paco Loco, y periodistas musicales como Santi Carrillo, de Rockdelux y Julio Ruiz (Disco Grande, de RNE).